# Marco Beltrame
Marco Beltrame (* 23. Dezember 1986 in Gemona del Friuli) ist ein ehemaliger italienischer Skispringer.

## Sportlicher Werdegang
Sein internationales Debüt gab er 2002 beim Continental-Cup in Gallio und nahm in der Saison an mehreren FIS-Wettkämpfen, Continental-Cups teil, war aber nicht übermäßig erfolgreich. Trotzdem startete er in der Saison bei den Juniorenweltmeisterschaften in Sollefteå und den nordischen Skiweltmeisterschaften in Predazzo. In den Folgesaisons startete er im Grand Prix, im Continental Cup, im FIS Cup und in tieferen FIS-Wettkämpfen, wobei er bei den letzten drei sogar regelmäßig unter die besten 30 kam. Dazu startete er bei ein paar Team-Wettbewerben im Weltcup und Skiflugweltcup, jedoch ohne viel Erfolg. Außerdem nahm er an weiteren Juniorenmeisterschaften und an den nordischen Skiweltmeisterschaften in Oberstdorf teil, wo er im Team und Einzel allerdings keine Erfolge verbuchen konnte.
Nach der Saison 2007/08 beendete er seine Karriere, nachdem er im Continental-Cup extrem weit abgeschlagen hinter den Punkterängen sprang. Danach wurde er Student in Tarvis.